# De caché (álbum)
De caché es el sexto trabajo discográfico del Binomio de Oro grabado por Codiscos y publicado el 16 de abril de 1980, que tuvo éxitos como Sombra perdida, Muere una flor, Juramento, Mi novia y mi pueblo, Villanuevera, Mi vieja ilusión, Pa' las mujeres y Sabes que te quiero mucho.

## Canciones
1. Sombra perdida (Rita Fernández Padilla) 4:15
2. De tanto verte (Gustavo Gutiérrez) 3:32
3. Mi novia y mi pueblo (Octavio Daza) 5:44
4. Mi favorita (Alberto Murgas) 3:53
5. Muere una flor (Fernando Meneses Romero) 3:35
6. Villanuevera (Rosendo Romero) 5:18
7. Pa' las mujeres (Binomio de Oro) 3:57
8. Mi vieja ilusión (Santander Durán Escalona) 3:46
9. Juramento (Hernando Marín) 4:32
10. Sabes que te quiero mucho (Roberto Calderón) 3:56

## Filmografía
Algunos temas del álbum De caché fueron parte de la banda sonora de la serie biográfica sobre Rafael Orozco, Rafael Orozco, el ídolo, y fueron interpretados por el actor protagonista y exvocalista del Binomio de Oro, Alejandro Palacio.